# Llei Toubon
La llei 94-665 del 4 d'agost de 1994 relativa a l'ús de la llengua francesa, més coneguda amb el nom de llei Toubon, ministre de Cultura de l'època, és una llei francesa que té per objectiu protegir el patrimoni lingüístic del francès.
Persegueix tres objectius principals:
- l'enriquiment de la llengua;
- l'obligació d'utilitzar la llengua francesa;
- la defensa del francès com a llengua de la República francesa (article 2 de la Constitució de 1958).

A més a més, pretén assegurar la primacia de l'ús de termes francòfons tradicionals en comptes d'anglicismes.
La llei Toubon es recolza en una disposició introduïda el 1992 a la Constitució francesa: «La llengua de la República és el francès» (article 2).